# 阿尔塔 (犹他州)
阿尔塔（英文：Alta），是美国犹他州盐湖县下属的一座城市。建市于 1866年，面积大约为4.62平方英里（12平方公里），海拔约为8,560英尺（2,610米）。根据2010年美国人口普查，该市有人口383人。